# Улезько Іван Леонідович
Іва́н Леоні́дович Уле́зько (21 березня 1991 — листопад 2024) — старший лейтенант Служби безпеки України, учасник російсько-української війни, що відзначився у ході російського вторгнення в Україну. Герой України (2025, посмертно).

## Життєпис
Народився 21 березня 1991 року. 
Під час російського вторгнення в Україну — старший лейтенант Служби безпеки України.
Під час боїв у районі Бахмута Іван Улезько у складі снайперських пар особисто знищив чотирьох окупантів і ще трьох поранив. На Харківщині як снайпер і пілот БпЛА брав участь у веденні аеророзвідки та бойовій роботі екіпажів дронів-камікадзе по піхоті: ліквідував 9 окупантів і 11 поранив. У листопаді 2024 року під час знешкодження ворожої диверсійно-розвідувальної групи його тактична група потрапила в засідку. Іван Улезько забезпечив відхід підлеглих, але сам загинув унаслідок поранення.

## Нагороди
- Звання Герой України з врученням ордена «Золота Зірка» (26 лютого 2025, посмертно) — за особисту мужність і героїзм, виявлені у захисті державного суверенітету та територіальної цілісності України, самовіддане служіння Українському народові[3]. Орден вручив у Києві 4 квітня 2025 року рідним Івана Улезька президент України Володимир Зеленський[2].